# Camille du Locle
Camille du Locle est un librettiste, impresario et directeur d'opéra français né le 16 juillet 1832 à Orange et mort le 9 octobre 1903 à Capri en Italie.

## Biographie
Il est le fils de Daniel Ducommun du Locle, receveur-percepteur des impôts et sculpteur.
En 1862 il est assistant d'Émile Perrin à l'Opéra de Paris avant de passer à l'Opéra-Comique qu'il codirige avec Adolphe de Leuven de 1870 à 1874.
Il épouse le 22 avril 1863 Marie Henriette Doux à Paris.
En 1875, il met en scène la création de Carmen, opéra de Georges Bizet. Selon Charles Pigot, du Locle inspira le sujet, le texte et la musique de Djamileh. Ami du compositeur, il prononça son oraison funèbre lors de ses obsèques au cimetière du Père-Lachaise.
Son amitié avec Ernest Reyer le conduit à écrire le livret de deux des opéras du compositeur : Sigurd et Salammbô tiré du roman homonyme Salammbô de Gustave Flaubert.
Il termine le livret du Don Carlos de Giuseppe Verdi après la mort de Joseph Méry. Toujours pour Verdi, il a un rôle déterminant entre 1869 et 1870 dans la genèse de Aida. En particulier, il assure la médiation avec l'égyptologue Auguste Mariette, à l'origine de l'idée du projet. Il traduit également Simon Boccanegra et La Force du destin.
Il se sépare de Verdi à la suite d'un désaccord financier en 1876 et s'installe à Capri où il fait construire la Villa Certosella (en) transformée par la suite en hôtel. Il meurt à Capri à l'automne 1903.

## Prix
- Prix de poésie de l’Académie française 1877 pour André Chénier.